# Opway
Opway é uma empresa portuguesa de construção civil. Foi criada em Janeiro de 2008 após a fusão da OPCA com a SOPOL.